# Phytosciara plusiochaeta
Phytosciara plusiochaeta is een muggensoort uit de familie van de rouwmuggen (Sciaridae). De wetenschappelijke naam van de soort is voor het eerst geldig gepubliceerd in 1991 door Hippa & Vilkamaa.